# Оденкерк, Боб

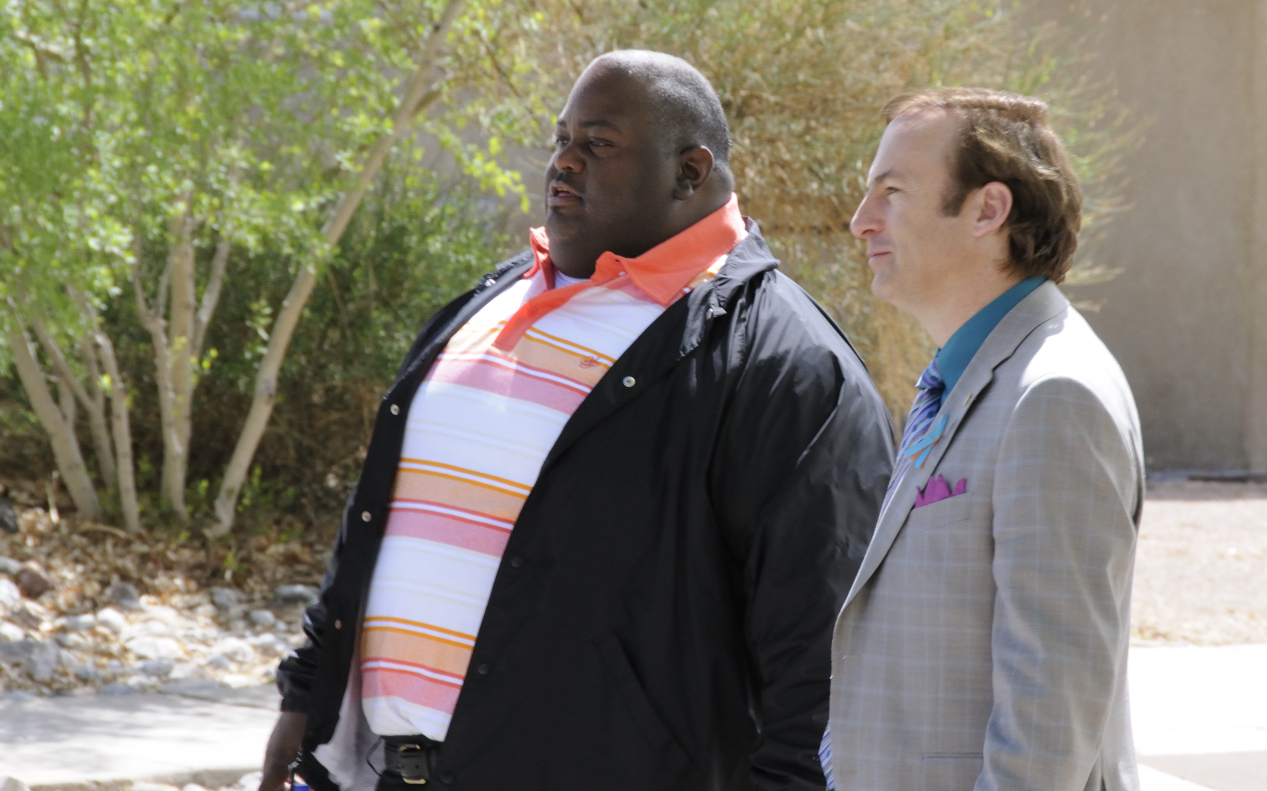
Боб Оденкерк (справа) с актёром-комиком Лавеллом Кроуфордом в 2011 году

Ро́берт Джон «Боб» О́денкерк (англ. Robert John «Bob» Odenkirk, произношение [ˈoʊdənkɜːrk]; род. 22 октября 1962, Бервин, Иллинойс) — американский актёр, комик, сценарист, продюсер и режиссёр.
Наиболее известен своей ролью адвоката Сола Гудмана в криминальной драме «Во все тяжкие» (2008—2013) и его спин-оффе «Лучше звоните Солу» (2015—2022), за который он получил четыре номинации на премию «Эмми» за лучшую мужскую роль в драматическом сериале. Он также известен комедийным сериалом «Господин Шоу с Бобом и Дэвидом» (1995—1998), который он создал вместе с комиком и другом Дэвидом Кроссом и главной ролью в боевике «Никто» (2021) и его продолжении.

## Биография
Роберт Джон Оденкерк родился 22 октября 1962 года в городе Беруин, штат Иллинойс, а вырос в городе Нейпервилл того же штата. Родители — Барбара Оденкерк и Уолтер Оденкерк, римо-католики немецкого и ирландского происхождения. Отец работал в печатном бизнесе. У Оденкерка шестеро братьев и сестёр, причём один из братьев, Билл (род. 1965), тоже работает сценаристом-комиком.
Уолтер Оденкерк ушёл из семьи и в 1986 году умер от рака костей. Последние годы жизни он страдал алкоголизмом, что повлияло на Боба, который с тех пор никогда не употребляет спиртного.
Боб учился в Колумбийском колледже Чикаго, там же впервые попробовал себя в качестве комика: был ди-джеем и писал сценарии для местной университетской радиостанции, первым учителем для него стал известный актёр, режиссёр и преподаватель Дел Клоуз.
В 1988 году Боб Оденкерк впервые появился на телевидении: исполнял разнообразные комедийные роли в популярном шоу «Субботним вечером в прямом эфире», за три года появился в двенадцати выпусках. Гораздо продуктивнее была его работа над этой программой как сценариста: 133 выпуска за восемь лет. Первый опыт работы продюсером — 1996 год, телефильм Mr. Show with Bob and David: Fantastic Newness; дебют как режиссёра — 1998 год, один из эпизодов скетч-шоу «Мистер Шоу с Бобом и Дэвидом».
С 1997 года женат на Наоми Оденкерк (в девичестве — Йомтов), у пары двое детей: Натан Уильям (род. 1998) и Эрин Джейн (род. 2000).

### Здоровье
В июле 2021 года актёр перенёс сердечный приступ. В интервью он рассказал, что после инфаркта не мог вспомнить события того дня, а также первые две недели восстановления.

## Фильмография

### Актёр
| Год       |    | Русское название                          | Оригинальное название                 | Роль                                             |
| --------- | -- | ----------------------------------------- | ------------------------------------- | ------------------------------------------------ |
| 1988—1991 | с  | Субботним вечером в прямом эфире          | Saturday Night Live                   | разные роли (в 12 выпусках)                      |
| 1992—1993 | с  | Шоу Бена Стиллера                         | The Ben Stiller Show                  | разные роли (в 13 выпусках)                      |
| 1993      | ф  | Мир Уэйна 2                               | Wayne's World 2                       | фанат на концерте                                |
| 1993—1998 | с  | Шоу Ларри Сандерса                        | The Larry Sanders Show                | Стиви Грант (в 11 выпусках)                      |
| 1994      | ф  | Девственно чистая память                  | Clean Slate                           | полицейский                                      |
| 1996      | ф  | Правда о кошках и собаках                 | The Truth About Cats & Dogs           | мужчина в книжном магазине                       |
| 1996      | с  | Сайнфелд                                  | Seinfeld                              | Бен (8 сезон, 9 эпизод) / Ben                    |
| 1996      | ф  | Кабельщик                                 | The Cable Guy                         | брат Стивена Ковача                              |
| 1996      | ф  | В ожидании Гаффмана                       | Waiting for Guffman                   | мужчина на прослушивании (в титрах не указан)    |
| 1997—2001 | с  | Все любят Рэймонда                        | Everybody Loves Raymond               | Скотт Преман (в 2 эпизодах)                      |
| 1999      | ф  | Третья планета от Солнца                  | 3rd Rock from the Sun                 | страховой агент (5 сезон 3 серия)                |
| 2001      | ф  | Обезьянья кость                           | Monkeybone                            | главный хирург                                   |
| 2001      | ф  | Доктор Дулиттл 2                          | Dr. Dolittle 2                        | озвучивание нескольких животных                  |
| 2002      | ф  | Беги, Ронни, беги                         | Run Ronnie Run                        | разные роли                                      |
| 2003      | ф  | Мелвин идёт на обед                       | Melvin Goes to Dinner                 | Кит                                              |
| 2004—2006 | с  | Том идёт к мэру                           | Tom Goes to the Mayor                 | разные роли (озвучивание в 21 эпизоде)           |
| 2005      | ф  | Мой большой независимый фильм             | My Big Fat Independent Movie          | Стив                                             |
| 2006      | ф  | Странные родственники                     | Relative Strangers                    | Митч Клейтон                                     |
| 2006      | ф  | Пошли в тюрьму                            | Let’s Go to Prison                    | Дюан Розенберг                                   |
| 2007      | ф  | Братья Соломон                            | The Brothers Solomon                  | Джим Тричер                                      |
| 2007—2010 | с  | Клёвое шоу Тима и Эрика, отличная работа! | Tim and Eric Awesome Show, Great Job! | диктор (в 26 эпизодах)                           |
| 2008—2012 | с  | Как я встретил вашу маму                  | How I Met Your Mother                 | Артур Хоббс (в 9 эпизодах)                       |
| 2009—2010 | с  | Американский папаша!                      | American Dad!                         | телеведущий / рабочий (озвучивание в 3 эпизодах) |
| 2009—2013 | с  | Во все тяжкие                             | Breaking Bad                          | Сол Гудман (в 43 эпизодах)                       |
| 2010      | ф  | Фотографии преступников                   | Operation: Endgame                    | «Император»                                      |
| 2010      | ф  | Красавцы                                  | Entourage                             | Кен Остин (в 3 эпизодах)                         |
| 2011      | ф  | Отвези меня домой                         | Take Me Home Tonight                  | Майк                                             |
| 2012      | ф  | Фильм на миллиард долларов Тима и Эрика   | Tim and Eric's Billion Dollar Movie   | диктор «Шлаанг-Корпорейшн»                       |
| 2012      | ф  | Гигантский механический человек           | The Giant Mechanical Man              | Марк                                             |
| 2012      | с  | Офис                                      | The Office                            | Марк Фрэнкс (в 1 эпизоде)                        |
| 2013      | ф  | Захватывающее время                       | The Spectacular Now                   | начальник Саттера Кили                           |
| 2013      | ф  | Небраска                                  | Nebraska                              | Росс Грант                                       |
| 2014      | с  | Фарго                                     | Fargo                                 | Билл Освальт (в 9 эпизодах)                      |
| 2015—2022 | с  | Лучше звоните Солу                        | Better Call Saul                      | Джимми Макгилл / Сол Гудман (в 63 эпизодах)      |
| 2015      | ф  | Хватай и беги                             | Kitchen Sink                          | Шутер Паркер                                     |
| 2015      | ф  | В ад и обратно                            | Hell & Back                           | Дьявол (озвучивание)                             |
| 2017      | ф  | Горе-творец                               | The Disaster Artist                   | Константин Станиславский                         |
| 2017      | ф  | Секретное досье                           | The Post                              | Бен Багдикян                                     |
| 2018      | мф | Суперсемейка 2                            | Incredibles 2                         | Уинстон Девор                                    |
| 2019      | ф  | Та ещё парочка                            | Long Shot                             | President Chambers                               |
| 2019      | ф  | Меня зовут Долемайт                       | Dolemite Is My Name                   | Лоуренс Вулнер                                   |
| 2019      | ф  | Маленькие женщины                         | Little Women                          | отец Марч                                        |
| 2019      | мс | Отмена                                    | Undone                                | Джейкоб                                          |
| 2021      | ф  | Никто                                     | Nobody                                | Хатч Мэнселл                                     |
| 2021      | ф  | Хэллоуин убивает                          | Halloween Kills                       | Боб Симмс                                        |
| 2023—2023 | с  | Медведь                                   | The Bear                              | Дядюшка Ли (в эпизоде Fishes)                    |
| 2023      | с  | Счастливчик Хэнк                          | Lucky Hank                            | Уильям Генри Деверо-младший                      |
| 2025      | ф  | Никто 2                                   | Nobody 2                              | Хатч Мэнселл                                     |
| TBA       | ф  | Нормал                                    | Normal                                | Улисс                                            |

### Сценарист
| Год       |   | Русское название                          | Оригинальное название                 | Роль         |
| --------- | - | ----------------------------------------- | ------------------------------------- | ------------ |
| 1987—1995 | с | Субботним вечером в прямом эфире          | Saturday Night Live                   | 133 выпуска  |
| 1992—1993 | с | Шоу Бена Стиллера                         | The Ben Stiller Show                  | 12 выпусков  |
| 1993—1994 | с | Поздно вечером с Конаном О’Брайеном       | Late Night with Conan O'Brien         | 14 выпусков  |
| 1995—1998 | с | Мистер Шоу с Бобом и Дэвидом              | Mr. Show with Bob and David           | 30 выпусков  |
| 2002      | ф | Беги, Ронни, беги                         | Run Ronnie Run                        |              |
| 2004—2006 | с | Том идёт к мэру                           | Tom Goes to the Mayor                 | 28 эпизодов  |
| 2007—2007 | с | Дерек и Саймон                            | Derek & Simon                         | 13 эпизодов  |
| 2007      | с | Клёвое шоу Тима и Эрика, отличная работа! | Tim and Eric Awesome Show, Great Job! | 11 эпизодов  |
| 2013      | ф | Муви 43                                   | Movie 43                              | один сегмент |

### Продюсер
| Год       |   | Русское название             | Оригинальное название       | Роль        |
| --------- | - | ---------------------------- | --------------------------- | ----------- |
| 1995—1998 | с | Мистер Шоу с Бобом и Дэвидом | Mr. Show with Bob and David | 30 выпусков |
| 2003      | ф | Мелвин идёт на обед          | Melvin Goes to Dinner       |             |
| 2004—2006 | с | Том идёт к мэру              | Tom Goes to the Mayor       | 31 эпизодов |
| 2007—2007 | с | Дерек и Саймон               | Derek & Simon               | 13 эпизодов |
| 2021      | ф | Никто                        | Nobody                      |             |

### Режиссёр
| Год       |   | Русское название    | Оригинальное название | Роль         |
| --------- | - | ------------------- | --------------------- | ------------ |
| 2003      | ф | Мелвин идёт на обед | Melvin Goes to Dinner |              |
| 2006      | ф | Пошли в тюрьму      | Let’s Go to Prison    |              |
| 2007—2007 | с | Дерек и Саймон      | Derek & Simon         | 13 эпизодов  |
| 2007      | ф | Братья Соломон      | The Brothers Solomon  |              |
| 2013      | ф | Муви 43             | Movie 43              | один сегмент |

## Избранные награды и номинации
С полным списком наград и номинаций Боба Оденкерка можно ознакомиться на сайте IMDB.com Архивная копия от 16 сентября 2013 на Wayback Machine
- 1989 — Прайм-тайм премия «Эмми» в категории «Выдающийся сценарий для музыкальной или варьете-программы» за телешоу «Субботним вечером в прямом эфире» (совместно с ещё девятнадцатью сценаристами) — победа.
- 1990 — Прайм-тайм премия «Эмми» в категории «Выдающийся сценарий для музыкальной или варьете-программы» за телешоу «Субботним вечером в прямом эфире» (совместно с ещё восемнадцатью сценаристами) — номинация.
- 1991— Прайм-тайм премия «Эмми» в категории «Выдающийся сценарий для музыкальной или варьете-программы» за телешоу «Субботним вечером в прямом эфире» (совместно с ещё шестнадцатью сценаристами) — номинация.
- 1993 — Прайм-тайм премия «Эмми» в категории «Выдающееся индивидуальное достижение (сценарий для музыкальной или варьете-программы)» (совместно с ещё девятью сценаристами) за скетч-шоу «Шоу Бена Стиллера»[англ.] — победа.
- 1998 — Прайм-тайм премия «Эмми» в категориях «Выдающиеся музыка и стихи» (совместно с ещё четырьмя композиторами и поэтами) и «Выдающийся сценарий для музыкальной или варьете-программы» (совместно с ещё восемью сценаристами) за скетч-шоу «Мистер Шоу с Бобом и Дэвидом»[англ.] — обе номинации.
- 1999 — Прайм-тайм премия «Эмми» в категории «Выдающийся сценарий для музыкальной или варьете-программы» за скетч-шоу «Мистер Шоу с Бобом и Дэвидом» (совместно с ещё восемью сценаристами) — номинация.

- 2014 — «Золотая малина» за худшую режиссуру (совместно с ещё двенадцатью постановщиками) и худший сценарий (совместно с ещё восемнадцатью сценаристами) за «Муви 43» — победа[6].